# Ibrahim Gashi
Ibrahim Gashi (* 6. April 1963 in Lapušnik, einem Vorort von Drenas im Kosovo) ist ein kosovarischer Historiker und Politiker. Er war von 2012 bis 2014 Rektor der Universität Pristina.

## Leben und Wirken
Ibrahim Gashi studierte an der Universität Pristina, wo er 1994 auch seine Masterarbeit anfertigte und sowohl als Assistent (1994–1998) als auch Dozent (1998–2004) am Historischen Seminar der Philosophischen Fakultät der Universität Priština tätig war. 2003 wurde er mit einem Thema zur politischen Geschichte des Balkans nach einem dreijährigen Studienprogramm am Institut für Osteuropastudien der Universität Graz promoviert. 
2004 wurde er zum Assistenzprofessor am Institut für Politikwissenschaft der Universität Pristina berufen, wo er als außerordentlicher Professor für die Fächer Geschichte der Internationalen Beziehungen und Außenpolitik und Diplomatie lehrte.
Daneben bekleidete er wichtige akademische Funktionen der Universität Pristina als Koordinator des Centers für perfekte Lehre (2004–2008), als Leiter des Instituts für Politikwissenschaft (2004–2007). Darüber hinaus war er Vorstandsmitglied der Universität Pristina (2005–2006) und Sprecher der Universität (2005–2006). Im Oktober 2006 wurde Ibrahim Gashi auf der Gründungsversammlung zum Mitglied des Präsidiums des Aleanca Kosova e Re (AKR) und später zum Vizepräsidenten gewählt. Bei den Wahlen 2007 wurde er zum Mitglied der Versammlung des Kosovo gewählt, in der AKR das höchste Organ der Versammlung vertritt. Anschließend wurde er Mitglied des Präsidiums der Versammlung und Mitglied des parlamentarischen Ausschusses für auswärtige Angelegenheiten.
Im Jahr 2012 wurde Gashi zum Rektor der Universität Pristina gewählt. Im Jahr 2013 veröffentlichte Ibrahim Gashi drei Artikel in einem Journal, um die formalen Bedingungen für eine Festanstellung und die ordentliche Professur an der Universität von Pristina zu erfüllen. Seine Veröffentlichungen führten zu erheblichen Diskursen hinsichtlich der Inhalte, aber vor allem der gewählten Publikationsorgane. Am 8. Februar 2014 trat Ibrahim Gashi nach zweiwöchigen Protesten von Studenten und Zivilgesellschaft von seinem Amt als Rektor zurück.
Am 14. November 2016 trat er der Demokratischen Partei des Kosovo bei.